# Sun Taifeng
Dans ce nom chinois, le nom de famille, Sun, précède le nom personnel.
Pour les articles homonymes, voir Sun.
Sun Taifeng (née le 26 août 1982) est une athlète chinoise spécialiste du lancer du disque. 

## Biographie
En 2007, Sun Taifeng se classe 4e lors des Championnats du monde, avec un lancer à 63,22 m.
En 2011, elle devient championne d'Asie du lancer du disque grâce à un jet à 60,89 m.

### Palmarès
| Date | Compétition           | Lieu    | Résultat | Performance |
| ---- | --------------------- | ------- | -------- | ----------- |
| 2005 | Championnats d'Asie   | Incheon | 2e       | 59,09 m     |
| 2007 | Championnats du monde | Osaka   | 4e       | 63,22 m     |
| 2011 | Championnats d'Asie   | Kōbe    | 1re      | 60,89 m     |

### Records
| Épreuve          | Performance | Lieu   | Date        |
| ---------------- | ----------- | ------ | ----------- |
| Lancer du disque | 64,98 m     | Suzhou | 9 juin 2007 |